# Eric B. Is President
"Eric B. Is President" é o single de estreia da dupla de hip-hop duo Eric B. & Rakim. O baixo é uma interpolação da faixa de Fonda Rae, "Over Like a Fat Rat". Marley Marl sempre é creditado como sendo o real produtor da canção, mas Eric B. coloca a afirmação em jogo em entrevistas recentes:
Eric B.:
 "Eu peguei “Over Like A Fat Rat” da Fonda Rea e disse 'Esta é a linha de baixo que vou usar nesta canção.' Rakim cuspiu a cerveja na parede e achou que era a coisa mais engraçada do mundo. Eu disse para o Rakim, assim como você está rindo agora, você dará risada no banco e será um milionário um dia por causa desta canção."
Sobre a controvérsia sobre a produção, Eric B. contou ao site Allhiphop.com, "Eu levei os discos para a casa de Marley Marl em Queensbridge e pagamos  Marley Marl para ser o engenheiro. Marley foi pago. É por isso que ele não é o produtor, é por isso que ele não recebe royalties. Eu trouxe a música. Eu simplesmente não trabalhei nos equipamentos porque não era o que eu fazia..."

## Samples
- "Funky President (People It's Bad)" de James Brown
- "Impeach the President" (bateria) de The Honey Drippers
- "The Champ" de The Mohawks
- "Long Red" (bateria, vocais) de Mountain
- "Over Like a Fat Rat" de Fonda Rae (baixo)